# Naturschutzgebiet Egge

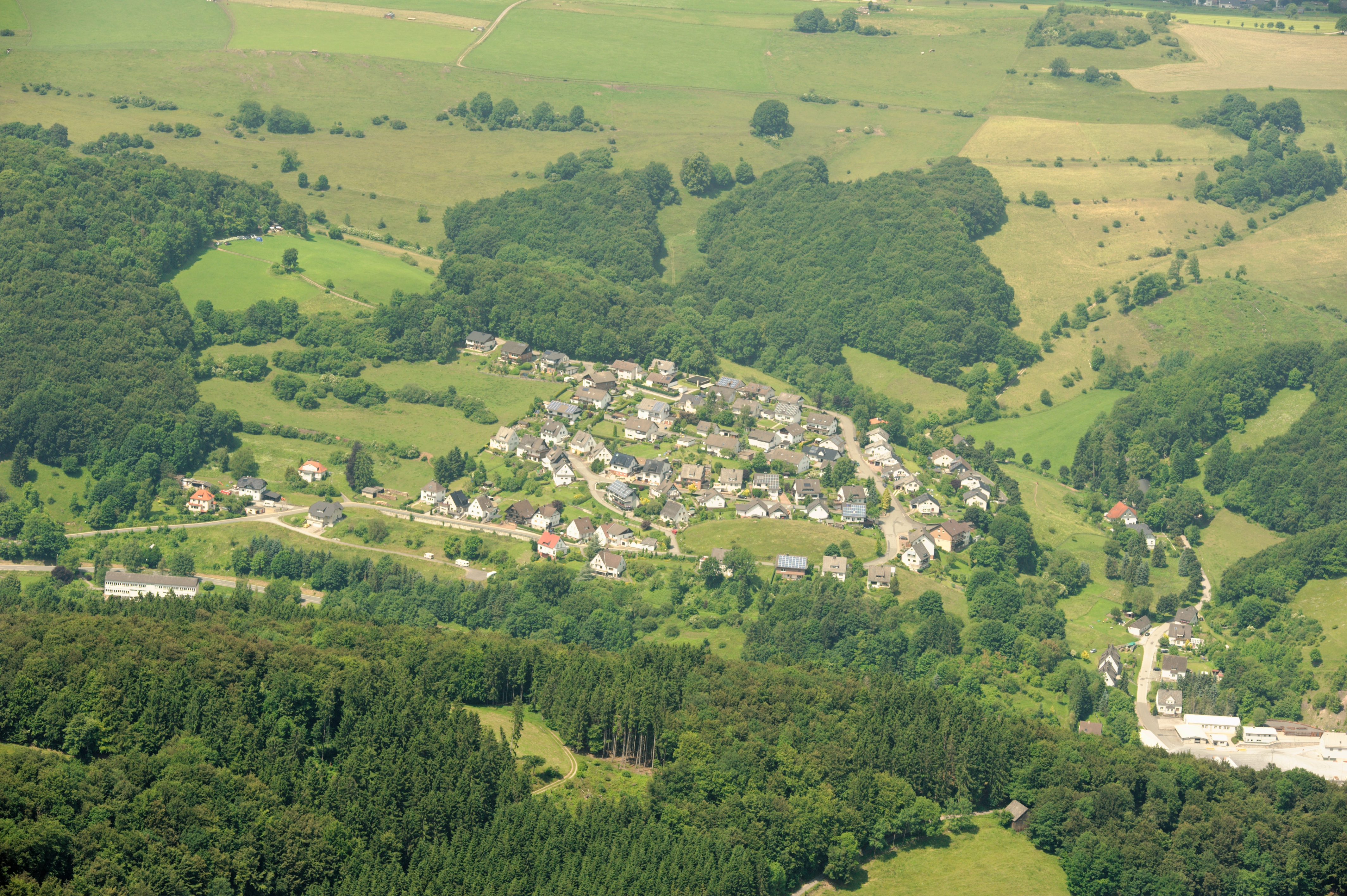
Westlicher Teil Naturschutzgebiet Egge nördlich des Dorfes

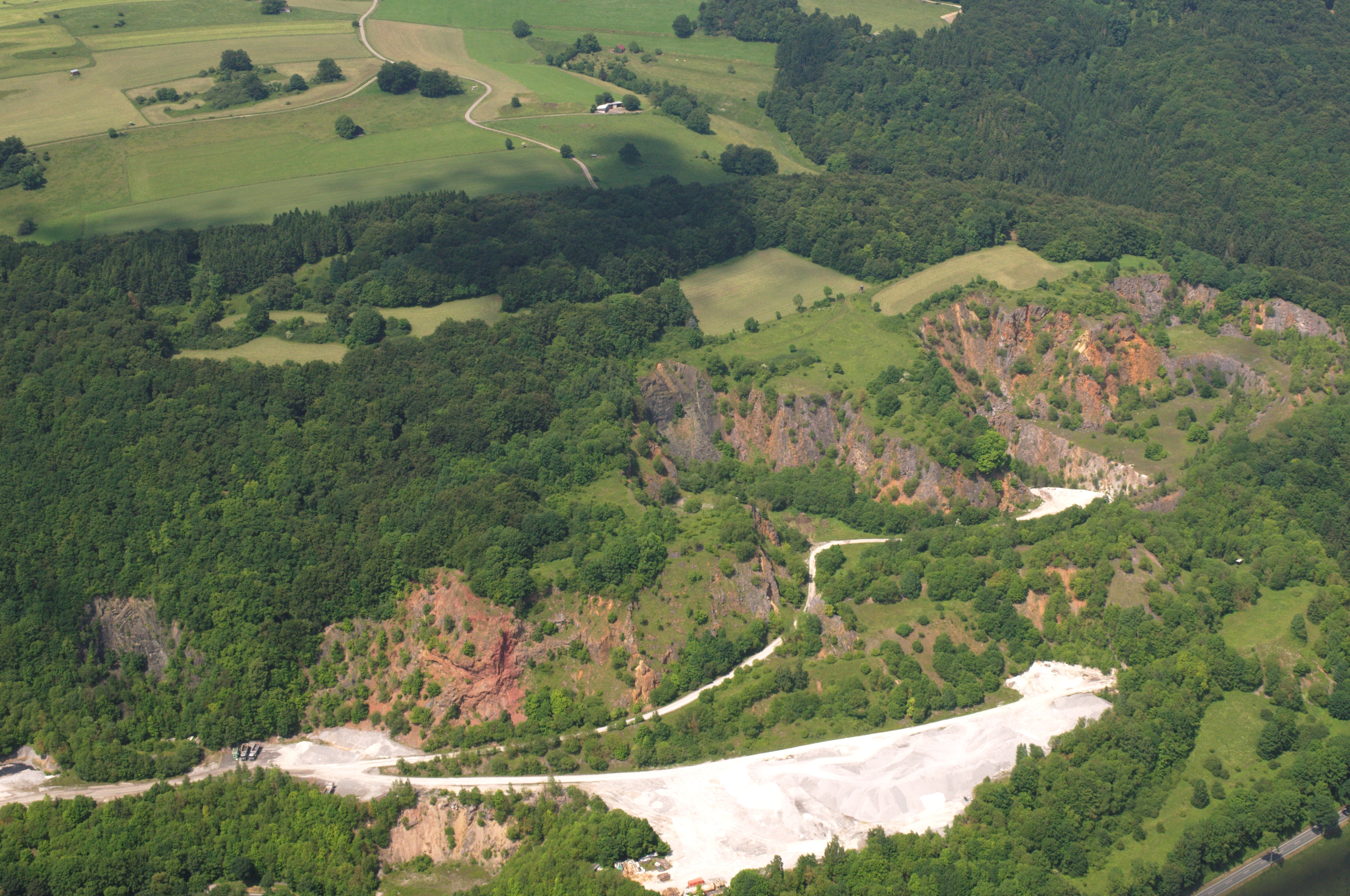
Östlicher Teil Naturschutzgebiet Egge oberhalb des Steinbruchs

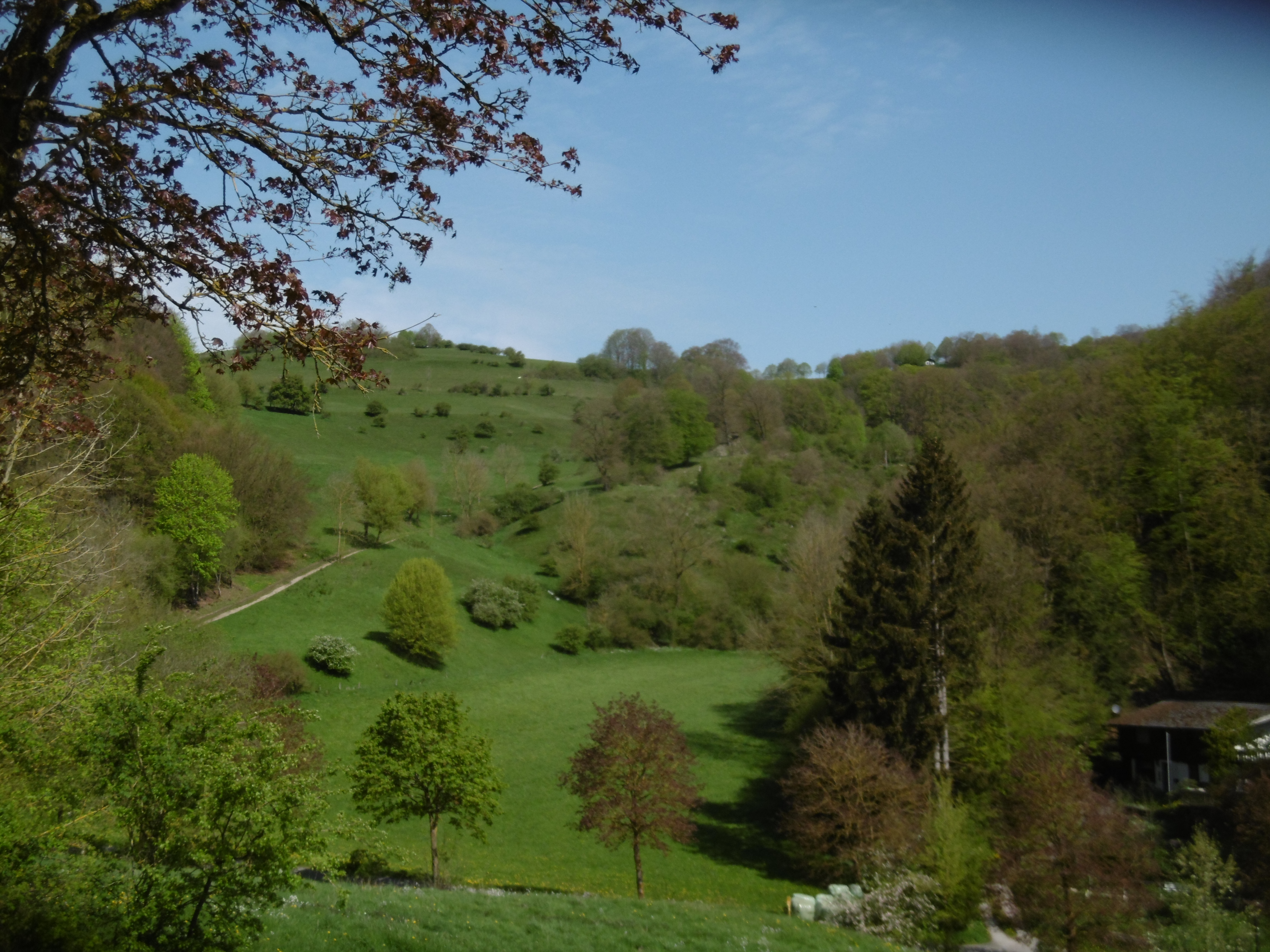
Blick von Messinghausen nach Norden

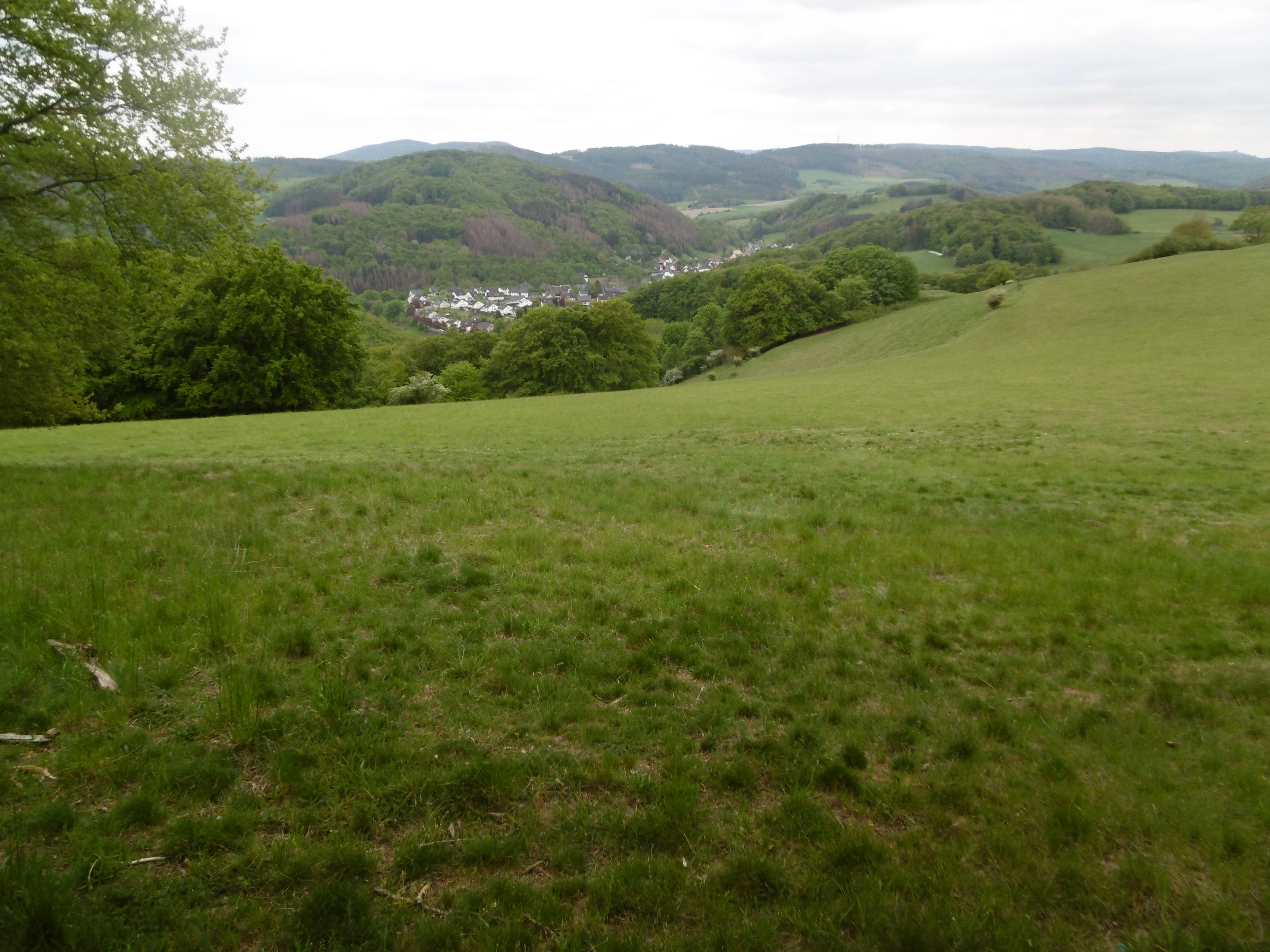
Nordöstliche Grünlandbereiche

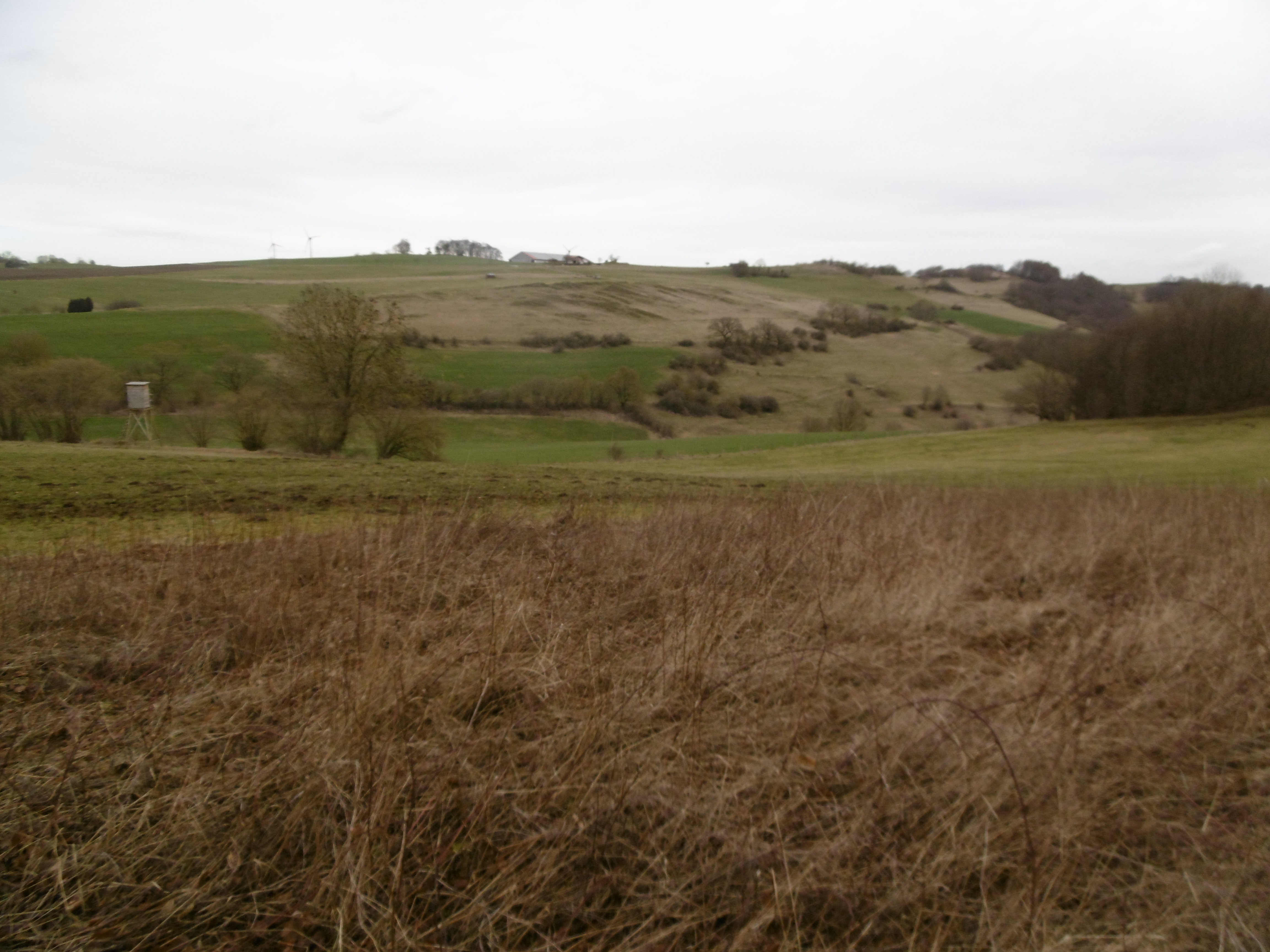
Westliche Bereiche vom NSG im Hintergrund

Das Naturschutzgebiet Egge mit einer Größe von 131,8 ha liegt südlich von Rösenbeck im Stadtgebiet von Brilon. Das Gebiet wurde 2008 mit dem Landschaftsplan Hoppecketal durch den Hochsauerlandkreis als Naturschutzgebiet (NSG) ausgewiesen. Das NSG gehört zum Teil zum FFH-Gebiet Buchenwälder und Schutthalden an der „Weißen Frau“ (DE 4518-303). Das NSG gehört seit 2023 zum Vogelschutzgebiet Diemel- und Hoppecketal mit angrenzenden Wäldern. Südlich grenzt das Naturschutzgebiet Sticklenberg / Schwarze Haupt direkt an.

## Gebietsbeschreibung
Beim NSG handelt es sich um einen südexponierten Hang. Im NSG befindet sich Grünland und Wald. Zum Grünland gehören auch Magerrasen. Beim Wald handelt es sich um Rotbuchenwald und einzelne Rotfichtenbestände. Teile eines ehemaligen Steinbruchs von Rheinkalk gehören zum NSG, während ein Teil des Steinbruchs noch von Rheinkalk genutzt wird. Im NSG kommen viele seltene Tier- und Pflanzenarten vor.
Es wurden durch das Landesamt für Natur, Umwelt und Verbraucherschutz Nordrhein-Westfalen (LANUV) Tierarten wie Baumpieper, Bluthänfling, Dorngrasmücke, Gemeine Heideschnecke, Goldammer, Hauhechel-Bläuling, Hausrotschwanz, Kleines Wiesenvögelchen, Mönchsgrasmücke, Neuntöter, Uhu und Zippammer nachgewiesen.
Das LANUV dokumentiert zum Steinbruchbereich: „Bei dem Brutplatz der Zippammer handelt es sich um den Erstnachweis fuer den Hochsauerlandkreis, den einzigen aktuellen Brutplatz in NRW und den noerdlichsten bekannten Brutplatz der Art in Mitteleuropa. Innerhalb der liegenden kurzrasigen Vegetation, v. a. oberhalb des Bruches, befinden sich mehrere Pflanzenarten der Roten Liste.“
Es wurde durch das Landesamt Pflanzenarten wie Acker-Hornkraut, Acker-Kratzdistel, Acker-Witwenblume, Ampfer-Grünwidderchen, Aufgeblasenes Leimkraut, Bachbunge, Bärenschote, Berg-Platterbse, Besenginster, Besenheide, Bitteres Schaumkraut, Blutwurz, Borstgras, Braunstieliger Streifenfarn, Breitblättriger Thymian, Brennender Hahnenfuß, Busch-Windröschen, Dornige Hauhechel, Dreinervige Nabelmiere, Dreizahn, Dunkle Königskerze, Dürrwurz, Echte Nelkenwurz, Echter Kreuzdorn, Echter Wiesenhafer, Echte Schlüsselblume, Echtes Johanniskraut, Echtes Labkraut, Echtes Mädesüß, Eichenfarn, Färber-Ginster, Fieder-Zwenke, Flutender Schwaden, Frauenfarn, Frühlings-Fingerkraut, Frühlings-Hungerblümchen, Frühlings-Platterbse, Fuchssches Greiskraut, Gamander-Ehrenpreis, Gänseblümchen, Geflecktes Johanniskraut, Gegenblättriges Milzkraut, Gelbes Sonnenröschen, Gemeiner Frauenmantel, Gemeiner Odermennig, Gemeiner Tüpfelfarn, Gemeines Brunnenmoos, Gestreiftes Leinkraut, Gewöhnliche Kreuzblume, Gewöhnlicher Glatthafer, Gewöhnlicher Hohlzahn, Gewöhnlicher Wurmfarn, Gewöhnliches Eisenkraut, Gewöhnliches Ferkelkraut, Golddistel, Gras-Sternmiere, Großer Wiesenknopf, Großes Hexenkraut, Große Sternmiere, Hain-Gilbweiderich, Hain-Sternmiere, Harzer Labkraut, Heidelbeere, Heide-Nelke, Horst-Rotschwingel, Hunds-Veilchen, Kahle Gänsekresse, Kleine Bibernelle, Kleiner Baldrian, Kleiner Dornfarn, Kleiner Sauerampfer, Kleiner Wiesenknopf, Kleines Habichtskraut, Kleine Wasserlinse, Kletten-Labkraut, Knäuel-Glockenblume, Knoblauch-Gamander, Knolliger Hahnenfuß, Kriechender Günsel, Kriechender Hahnenfuß, Langblättriges Waldvögelein, Leberblümchen, Magerwiesen-Margerite, Maiglöckchen, Männliches Knabenkraut, Mauerlattich, Mauerraute, Mittlerer Wegerich, Mondraute, Moor-Labkraut, Nesselblättrige Glockenblume, Nestwurz, Nickendes Leimkraut, Pfirsichblättrige Glockenblume, Preiselbeere, Purgier-Lein, Quell-Sternmiere, Quendelblättrige Kreuzblume, Quendelblättriges Sandkraut, Rauhaarige Gänsekresse, Rundblättrige Glockenblume, Ruprechtskraut, Saat-Esparsette, Salbei-Gamander, Sand-Schaumkresse, Schaf-Schwingel, Scharbockskraut, Scharfer Hahnenfuß, Scharfer Mauerpfeffer, Schmalblättriges Weidenröschen, Schmalblättrige Wicke, Schopfige Kreuzblume, Schwarze Teufelskralle, Seidelbast, Skabiosen-Flockenblume, Spitzlappiger Frauenmantel, Spitzwegerich, Sumpfdotterblume, Sumpf-Pippau, Sumpf-Vergissmeinnicht, Tauben-Skabiose, Vielblütige Weißwurz, Wald-Bingelkraut, Wald-Ehrenpreis, Wald-Erdbeere, Waldgerste, Wald-Habichtskraut, Wald-Labkraut, Waldmeister, Wald-Veilchen, Wald-Wicke, Wald-Ziest, Weißes Labkraut, Weißes Waldvögelein, Wiesen-Bärenklau, Wiesen-Flockenblume, Wiesen-Kerbel, Wiesen-Labkraut, Wirbeldost und Zwiebel-Zahnwurz nachgewiesen.

## Naturschutzaktivitäten
Im NSG kaufte die Nordrhein-Westfalen-Stiftung Naturschutz, Heimat- und Kulturpflege ab 1990 Land an, welche vom Verein für Natur- und Vogelschutz im Hochsauerlandkreis (VNV) betreut werden. Im großen stillgelegten Steinbruch Rheinkalk, in einem Bereich mit Massenvorkommen der Echte Mondraute werden vom VNV immer wieder Arbeitseinsätze durchgeführt, um diese Flächen offen zu halten und eine Verbuschung bzw. Verwalddung zu verhindern.

## Schutzzweck
Das NSG soll Wald und Grünland mit deren Arteninventar schützen. Wie bei allen Naturschutzgebieten in Deutschland wurde in der Schutzausweisung darauf hingewiesen, dass das Gebiet „wegen der Seltenheit, besonderen Eigenart und Schönheit des Gebietes“ zum Naturschutzgebiet wurde. Der Landschaftsplan führt zum Schutzzweck auf: „Erhaltung von Trockenrasen, Magerwiesen und –weiden, Wäldern und Gebüschen trocken-warmer Standorte im Mosaik mit naturnahen Bachabschnitten und Quellen sowie Sekundärbiotopen aus ehemaliger Abgrabungstätigkeit als Lebensräume einer Vielzahl seltener und gefährdeter Tier- und Pflanzenarten; Optimierung ihrer Lebensbedingungen insbesondere in den zur Zeit noch relativ intensiv landwirtschaftlich genutzten Bereichen im Osten und Westen; Erhaltung des landschaftsbild-prägenden Steilabfalls von der Briloner Hochfläche zum Hoppecketal, dessen hervorragende Schönheit sich insbesondere von der nördlichen Kuppe der Egge aus erschließt. Wesentlicher Schutzzweck ist auch die Sicherung des ökologischen Netzes ‚Natura 2000‘ im Sinne der FFH-RL.“